# Liste der Wappen im Landkreis Hersfeld-Rotenburg
Diese Liste zeigt die Wappen der Städte und Gemeinden sowie Wappen von ehemals selbständigen Gemeinden und aufgelösten Landkreisen im Landkreis Hersfeld-Rotenburg in Hessen. In dieser Liste werden die Wappen mit dem Gemeindelink angezeigt.

Landkreis Hersfeld-Rotenburg[1]
Lage des Landkreises Hersfeld-Rotenburg in Hessen
Lage des Landkreises Hersfeld-Rotenburg in Deutschland

## Wappen der Städte und Gemeinden
- Gemeinde
Alheim[2]
- Kreisstadt
Bad Hersfeld
- Stadt
Bebra
- Gemeinde
Breitenbach am Herzberg[3]
- Gemeinde
Cornberg[4]
- Gemeinde
Friedewald[5]
- Gemeinde
Hauneck[6]
- Gemeinde
Haunetal[7]
- Gemeinde
Hohenroda[8]
- Gemeinde
Kirchheim[9]
- Gemeinde
Ludwigsau[10]
- Gemeinde
Nentershausen[11]
- Gemeinde
Neuenstein[12]
- Marktgemeinde
Niederaula[13]
- Marktgemeinde
Philippsthal (Werra)[14]
- Gemeinde
Ronshausen[15]
- Stadt
Rotenburg an der Fulda
- Gemeinde
Schenklengsfeld[16]
- Gemeinde
Wildeck[17]
- Stadt Heringen (Werra)[18]

## Wappen ehemaliger Landkreise

Landkreis Hersfeld[19]
Landkreis Rotenburg[20]

## Wappen ehemaliger Städte und Gemeinden

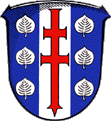
Stadt Rotenburg an der Fulda Stadtteil Braach

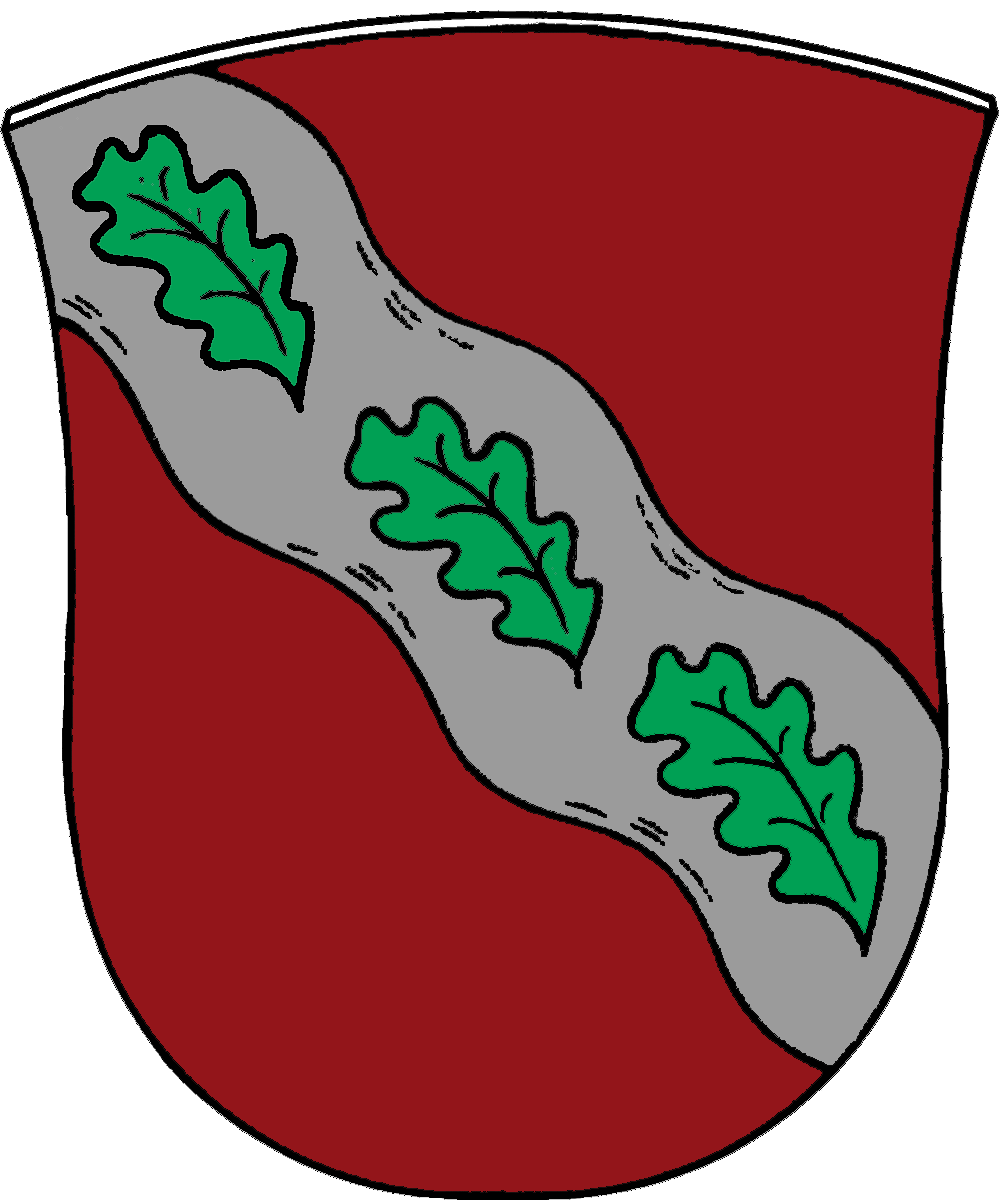
Gemeinde Alheim Ortsteil Heinebach
Stadt Rotenburg an der Fulda Stadtteil Lispenhausen
Gemeinde Wildeck Ortsteil Obersuhl
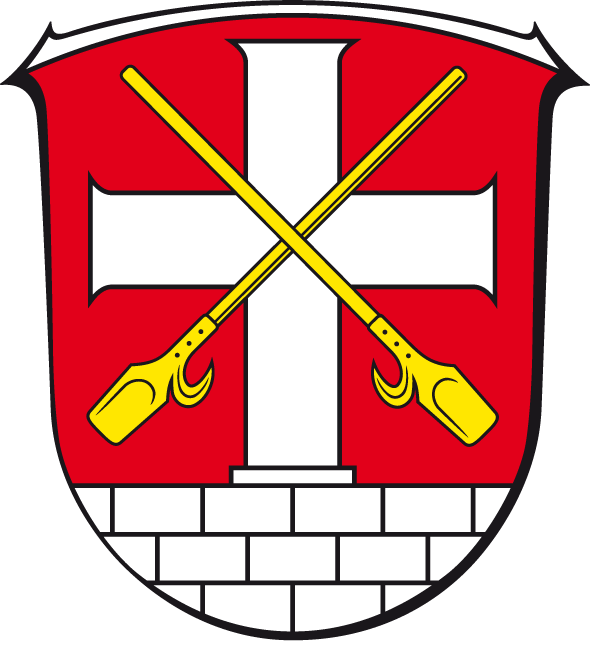
Gemeinde Hohenroda Ortsteil Ransbach
Gemeinde Alheim
Kreisstadt Bad Hersfeld
Ortsteil Heinebach[22]
Stadt Rotenburg an der Fulda
Gemeinde Breitenbach am Herzberg
Stadtteil Lispenhausen[23]
Gemeinde Wildeck
Ortsteil Obersuhl[24]
Gemeinde Hohenroda
Gemeinde Hauneck
Gemeinde Haunetal
Gemeinde Hohenroda
Gemeinde Kirchheim
Gemeinde Ludwigsau
Gemeinde Nentershausen
Gemeinde Neuenstein
Marktgemeinde Niederaula
Marktgemeinde Philippsthal (Werra)
Gemeinde Ronshausen
Stadt Rotenburg an der Fulda
Gemeinde Schenklengsfeld
Gemeinde Wildeck
Stadt Heringen (Werra)
Ortsteil Ransbach[25]

Rotenbkl.gif

## Blasonierungen
1. ↑  Landkreiswappen: „Im von Silber und Rot gespaltenen Schilde vorne das rote Hersfelder Doppelkreuz, hinten einen waagerechten silbernen Ast, aus dem ein Zweig mit drei silbernen Lindenblättern emporwächst.“
2. ↑  Alheim: „Über einem kuppenförmigen grünen Schildfuß im Tannenschnitt in Silber ein roter rechteckiger Aussichtsturm mit vier Dreifenstergruppen übereinander.“
3. ↑  Breitenbach: „In einem im Wellenschnitt von Blau und Silber neunmal schräglinks geteilten Schild auf einem von Rot und Gold schräg geteilten Turm mit fünf Zinnen ein sechsstrahliger Stern in verwechselten Farben; über dem Turm eine goldene Krone mit roten und blauen Edelsteinen.“
4. ↑  Cornberg: „Im geteilten Schild oben in Silber einen schreitenden roten Löwen und ist unten in drei Reihen zu fünf Plätzen von Rot und Silber geschacht.“
5. ↑  Friedewald: „Im von Rot und Silber durch eine in der Mitte erhöhte Zinnenmauer geteilten Schild oben vier silberne Eichenblätter mit je einer Eichel, unten einen vierschaligen schwarzen Brunnen.“
6. ↑  Hauneck: „In Silber ein blauer schrägrechter Wellenbalken, begleitet oben von vier, unten von drei sechsstrahligen roten Sternen.“
7. ↑  Haunetal: „In Silber ein schräglinker blauer Wellenbalken, belegt mit einem fünfzehnmal gegengezinnten goldenen Balken, begleitet oben von einer roten Rose mit goldenen Butzen und unten von einer roten Burg mit linksgestelltem Turm und goldenem Tor.“
8. ↑  Hohenroda: „In silbern und rot sechsfach balkenweise geständertem Schild ein Sechsblatt aus Blättern des Apfelbaumes in verwechselten Farben.“
9. ↑  Kirchheim: „In Grün unter einem durch Tannenschnitt abgeteilten goldenen Schildhaupt eine erniedrigte schrägrechte silberne Doppelbahn mit grünem Trennungsstreifen.“
10. ↑  Ludwigsau: „In Silber ein doppelter schräglinker Wellenbalken, beseitet von einem roten, gezinnten Burgturm und einem roten Mühlrad.“
11. ↑  Nentershausen: „Unter silbernem Schildhaupt im von Grün und Silber zu sechs Zinnen zinnengeteilten Schilde oben drei grüne Tannen im Tannenschnitt, unten einen mit goldenen Schlegel und Eisen belegten grünen Dreiberg im Schildfuß.“
12. ↑  Neuenstein: „In Rot auf grünem, mit zwei durch eine grüne Leiste getrennten silbernen Balken belegtem Dreiberg einen silbernen Turm mit welscher Haube.“
13. ↑  Niederaula: „In Rot vor einem achtstrahligen silbernen Stern im linken Obereck über einem silbernen Wellenbalken eine herschauende, goldenbewehrte silberne Eule.“
14. ↑  Philippsthal: „In Rot ein silbernes Doppelkreuz auf silbernem Dreiberg, der mit dem hessischen Löwenschild belegt ist.“
15. ↑  Ronshausen: „Unter einem eingebogenen silbernen Wolkenschildhaupt im linken Obereck ein rotes getatztes Doppelkreuz, in Blau eine aus einem roten Einberg wachsende silberne Eiche, das Ganze überdeckt von einer viermal von Rot und Silber gestückten Schrägleiste.“
16. ↑  Schenklengsfeld: „In Silber ein gespaltener grüner Lindenzweig, rechts oben begleitet von einem roten Tatzenkreuz.“
17. ↑  Wildeck: „Schräglinks geteilt von Gold und Grün, oben eine grüne Krämerwaage, unten drei schräg übereinandergestellte, senkrechte goldene Ähren. Den Schild umgibt - ausgenommen am Schildhaupt - ein rot-silbern gestückelter Faden.“
18. ↑  Stadt Heringen (Werra). Abgerufen am 16. November 2022.
19. ↑  Landkreis Hersfeld: „In Silber ein rotes Doppelkreuz.“
20. ↑  Landkreis Rotenburg: „Geteilt von Blau und Silber; oben ein mehrfach von Silber und Rot geteilter wachsender Löwe, unten auf rotem Dreiberg ein waagrechter grüner Ast, aus dem ein Zweig mit drei grünen Lindenblättern wächst.“
21. ↑  Braach: „In Blau ein silberner mit einem roten Patriarchenkreuz belegter Pfahl, beiderseits von je drei silbernen Lindenblättern begleitet (1:1:1).“
22. ↑  Heinebach: „In Rot ein silberner Schrägrechtsstrom belegt mit 3 hintereinander liegenden schrägrechts gerichteten grünen Eichblättern.“
23. ↑  Lispenhausen: „In Rot drei silberne Balken, belegt mit einem springenden silbernen Hirsch.“
24. ↑  Obersuhl: „Im schräglinks von Gold und Grün geteilten Schild oben eine grüne Krämerwaage, unten drei schräg übereinandergestellte, senkrechte goldene Ähren. Den Schild umgibt – ausgenommen am Schildhaupt – ein rot-weiß gestückter Faden.“
25. ↑  Ransbach: „In Rot auf silber gemauertem Sockel ein silbernes Kreuz, belegt mit zwei schräggekreuzten, gestürzten goldenen Schäferstäben.“